# Pongrátz Gergely

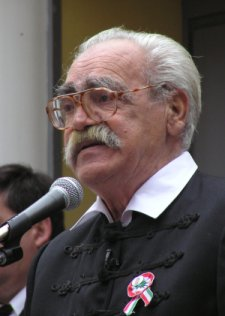
Corvin köz, 2004.

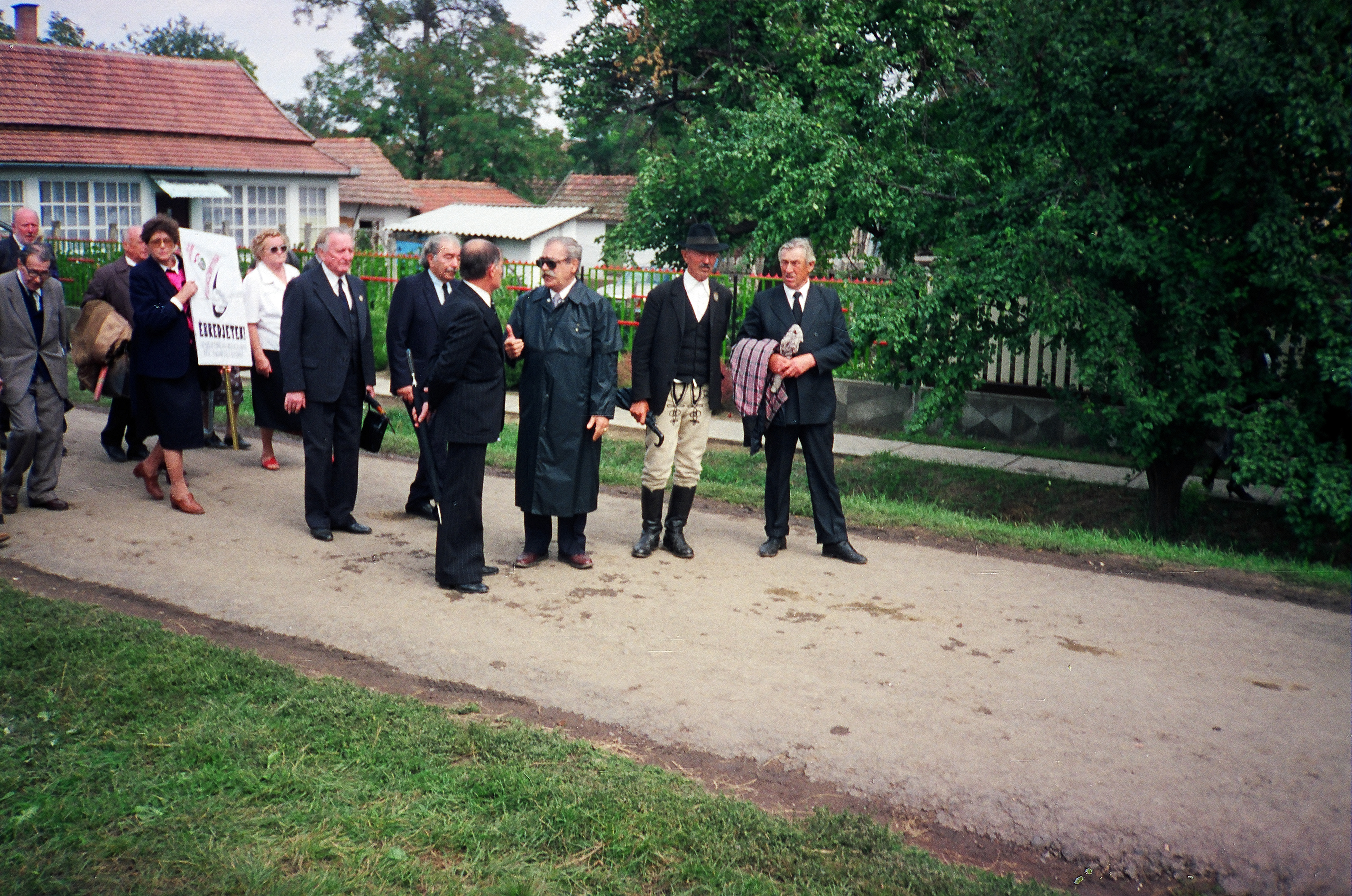
Pongrátz Gergely Horthy Miklós újratemetésén, 1993. szeptember 4-én

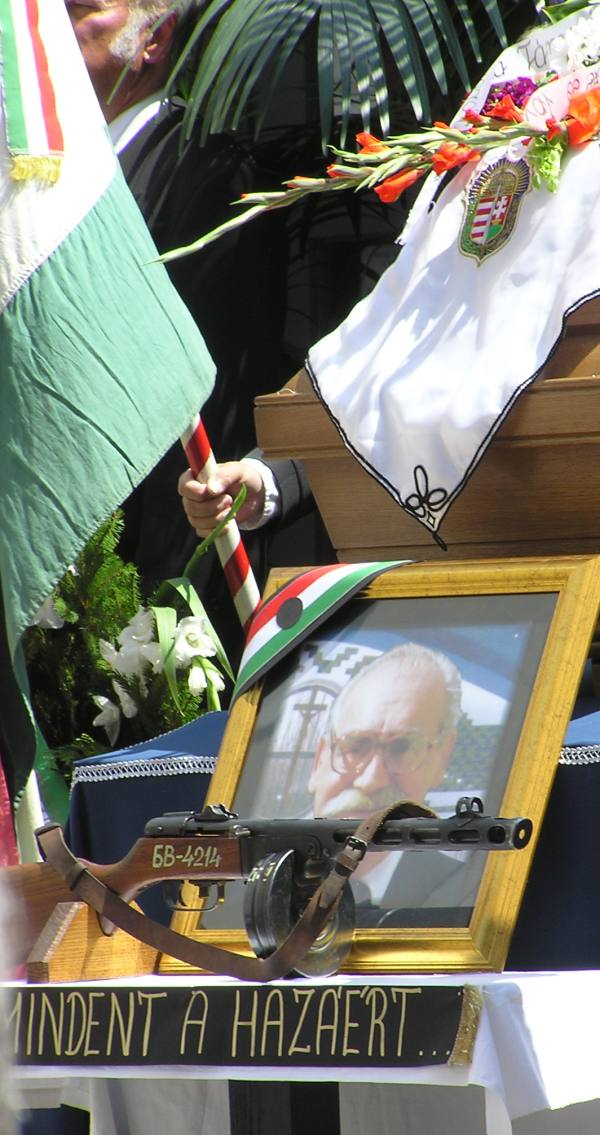
Pongrátz Gergely ravatala a Corvin közben

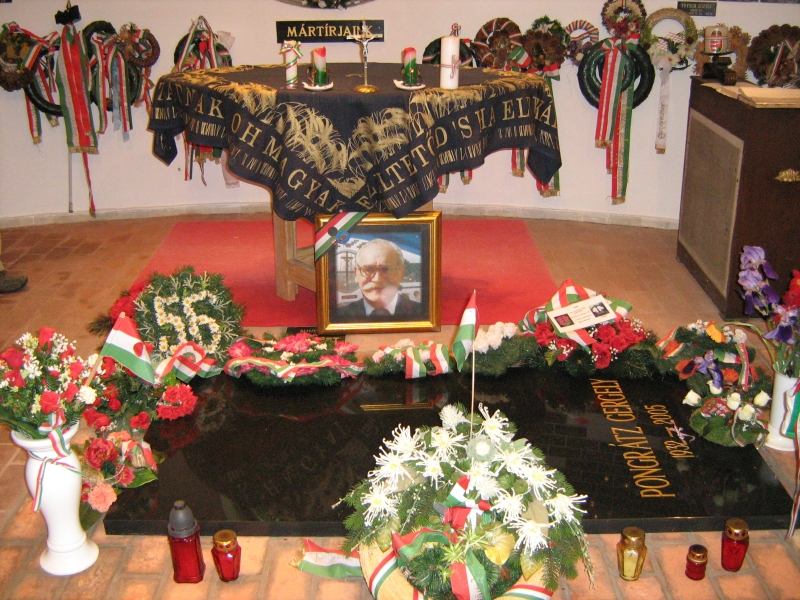
Az 1956-os hősök kápolnája Pongrátz Gergely síremlékével, Kiskunmajsa

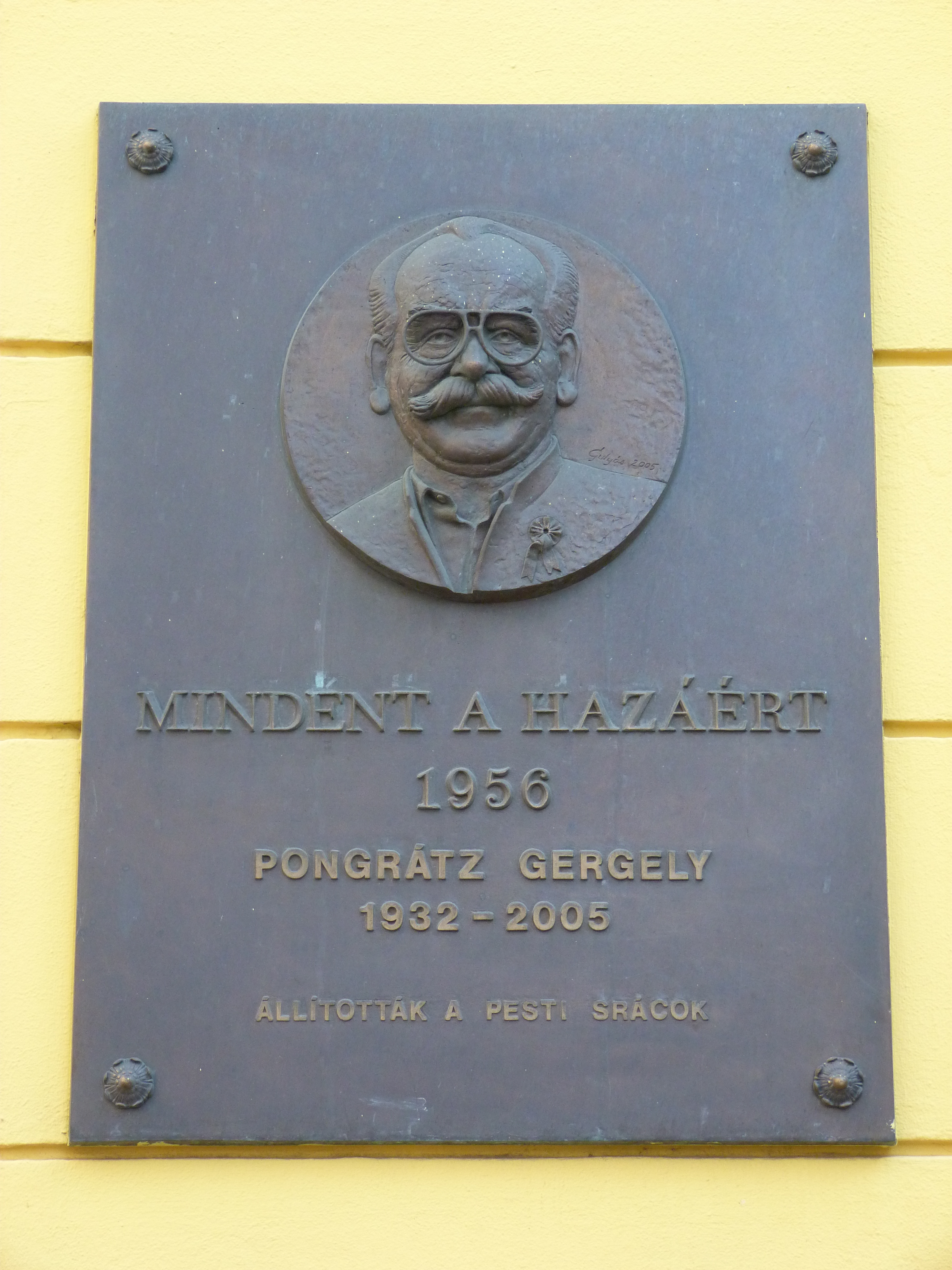
Emléktáblája a Corvin közben

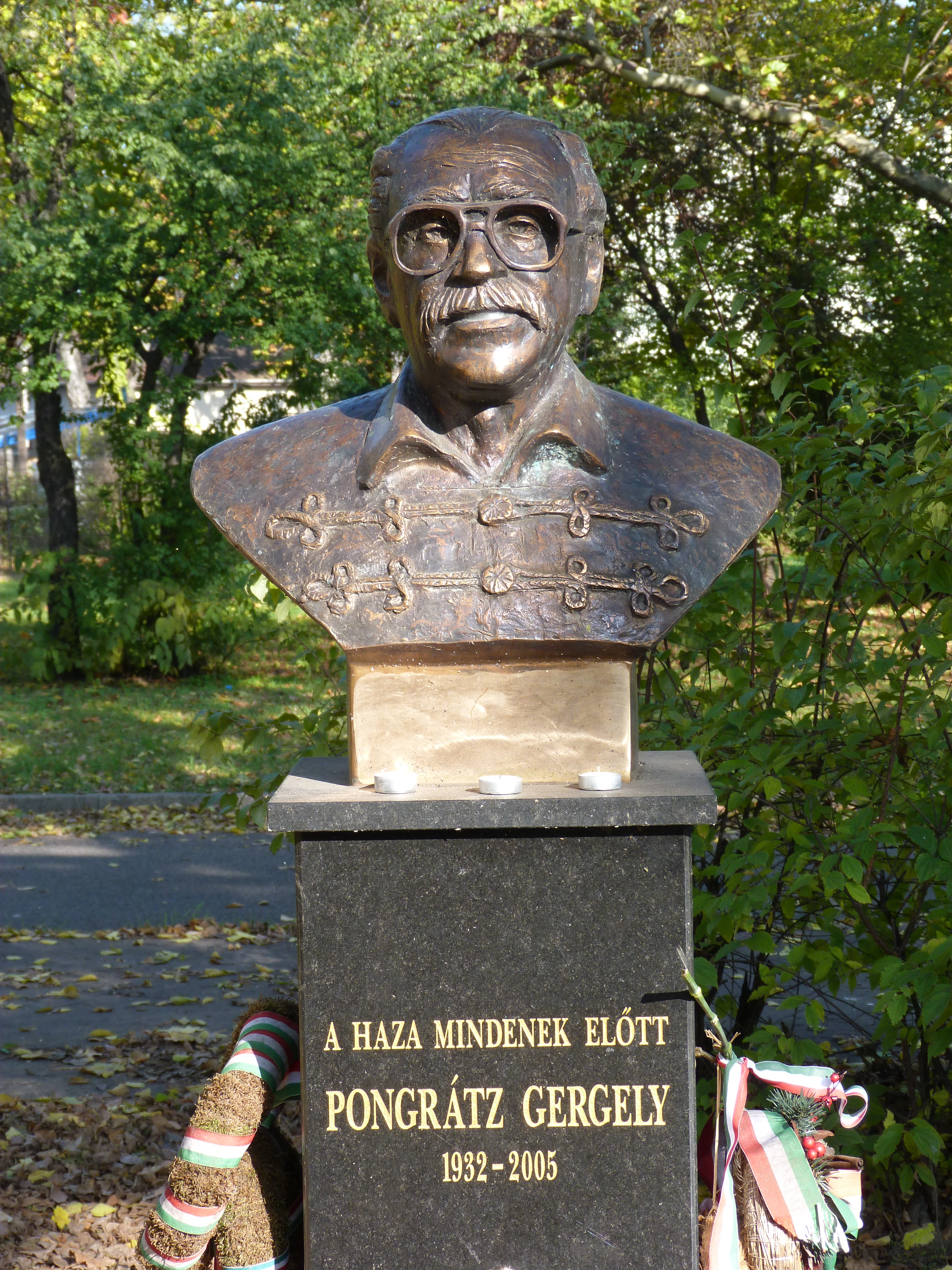
Pongrátz Gergely mellszobra

Pongrátz Gergely (Szamosújvár, 1932. február 18. – Kiskunmajsa, 2005. május 18.) a Corvin közi felkelőcsoport második és utolsó főparancsnoka az 1956-os forradalom idején.

## Családja
Az erdélyi örmény  Pongrácz /Pungucz család leszármazottja. 
Édesanyja pedig lengyel származású.
Antikommunista értelmiségi családban született. Nyolc testvére volt (akik közül öt később vele együtt harcolt a Corvin közben). Édesapja 1940-ben Szamosújvár polgármestere volt. Ugyanebben az évben szülővárosában Gergely tanúja volt a magyar csapatok bevonulásának és ünneplésének a visszacsatolt Partiumban és Észak-Erdélyben.
A bevonuló román és szovjet csapatok elől 1945-ben Mátészalkára költöztek, 1946-ban pedig még nyugatabbra, Soroksárra, ahol édesapja mint nagycsaládos, 13 hold földet kapott.
Édesapjára így emlékezett: "Amikor meglátta az első orosz katonát, akkor megfogadta: addig, amíg itt vannak az oroszok, nem borotválkozik. Mellig érő szakállal temettük '56 áprilisában."
A mezőgazdasági gimnáziumot Gergely Bácsalmáson végezte. A Szobi járási tanács takarmánygazdálkodási előadója, majd a ceglédi városi tanács főállattenyésztője lett. "Én agronómus lettem, és csakis őrangyalomnak köszönhettem, hogy börtön nélkül megúsztam a közel 12 évig tartó kommunista rendszert" – írta 1982-ben megjelent könyvében.

## 1956, a Corvin köz
"Az 1956-os forradalom kitörésének híre a hényelpusztai állami gazdaságban ért, ahonnan október 24-én reggel indultam Budapestre, mert éreztem, hogy testvéreim is részesei a felkelésnek. Tudtam, hogy mellettük van a helyem. A Corvin közbe október 25-én hajnalban kerültem" – emlékezett vissza Pongrátz Gergely.

### A tárgyalásokon
1956. október 29-én este Váradi Gyula vezérőrnagy egy magyar katonai küldöttséggel azért érkezett a Corvin közbe, hogy a felkelőkkel feltétel nélküli fegyverátadásról tárgyaljon, cserébe a szovjetek ígért kivonulásáért. Megfenyegette őket, hogy ha nem egyeznek ebbe bele, másnap szovjet–magyar gyalogsági támadással kell szembenézniük. (Mindezek fényében a felkelők bizalmatlansága a magyar katonai vezetőkkel szemben nem volt alaptalan – bár Maléter ebben a vitában azt képviselte, hogy a csoport egy része tarthassa meg fegyvereit.) A tárgyaláson részt vevő Corvin köziek közt a legradikálisabbak Pongrátz Gergely és Falábú Jancsi voltak, akik azt mondták: amíg szovjet csapatok vannak Magyarországon, még részlegesen sem szabad letenni a fegyvert – a szovjetek kivonulását, függetlenséget, a Varsói Szerződés felbontását, az ÁVH leszerelését és többpártrendszert követeltek.
Október 30-án újabb tárgyalások kezdődtek, amelyek végül elvezettek a civil felkelőket is befogadó Nemzetőrség felállításához. A felállításról döntő tárgyalásokon október 31-én a Kilián laktanyában többek közt Pongrátz Gergely és testvére, Ödön is részt vettek. Ezen a tanácskozáson Pongrátz Gergely éles kirohanást intézett Maléter ellen (de végül békében váltak el).

### A Corvin köz főparancsnoka
Pongrátz Gergelyt a Corvin köziek november 1.-én délelőtt választották meg főparancsnoknak a Malétert támogató Iván Kovács László helyett, akivel Pongrátzék viszonya ekkorra már jelentősen megromlott. Márton András ezredes javaslatára helyettes parancsnokokat is választottak: Iván Kovácsot, Szabó Lászlót és Erdős Imrét. (Iván Kovács parancsnok helyettesi jelöltsége Dr. Fedor József "Fehér Sapka" közbenjárása végett történt.)

### Viszonya Maléter Pálhoz
Pongrátz Gergely rossz viszonyban volt Maléter Pállal, akit a kormány a rend helyreállítására küldött a Kilián laktanyába, és kezdetben nem ismerte fel, hogy egy oldalon áll a szomszédos Corvin köz ellenállóival. Pongrátz már a forradalom idején is többször nyíltan bírálta Malétert, akinek honvédelmi miniszterré való kinevezésével sem értett egyet. Mindebben szerepe lehetett a Malétert támogató Iván Kovács Lászlóval való vetélkedésének is, akit leváltottak, amikor Pongrátz Gergely lett a Corvin köz főparancsnoka.
Maléterhez – és Iván Kovácshoz – való rossz viszonyában valószínűleg szerepet játszott politikai nézeteik különbsége is. Malétert, bár a kommunista párt Nagy Imre vezette revizionista szárnyához tartozónak gondolta, gyanakodva figyelte nem csak a felkelők és a Maléter vezette katonák közti korábbi feszültség miatt is, hanem mert nézeteit nem tekintette elég radikálisnak. Egy nyilatkozatában, amikor arról kérdezték, miért nem utazott haza az emigrációból Nagy Imre (és Maléter) újratemetésére, Pongrátz azt válaszolta: "A temetés előtt lejött hozzám Arizonába a New York-i konzul, három napig a vendégem volt, győzködött, hogy jöjjek haza a Nagy Imre temetésre. Azt mondtam: ha minden kivégzettet eltemetnek, akkor jövök, de az öt kommunistát el tudják temetni nélkülem is, ezért nem jövök."
Mindezek ellenére az első napokat kivéve a Corvin köz harcosai és a Kilián laktanya katonái képesek voltak jó együttműködésben együtt harcolni a szovjetek ellen.

### A forradalom leverésekor
A szovjet csapatok támadásának november 4-én ellenálltak a Corvin köziek és még napokig kitartottak. Pongrátz a csoport egy részével még aznap éjszaka a Víg utcába ment át, mert a hatalmas veszteségek miatt nem hitt abban, hogy a Corvin közt tartani lehet. Még azon az éjszakán lemondott a főparancsnokságról is.
November végén családjával, magyar katonák segítségével elhagyta az országot és Bécsben csatlakozott a Magyar Forradalmi Tanácshoz.

## 1956 után
Pongrátz Gergely élete a forradalom leverése után is mozgalmas maradt, évtizedekig két kontinens között ingázott.
1957 februárjáig Bécsben, illetve Genovában volt, majd az Amerikai Egyesült Államokba, New Yorkba költözött és itt vagongyári munkás lett. 1957-ben Chicagóban a Magyar Szabadságharcos Szövetség alelnökének választották (az elnök Király Béla lett), később 15 évig, 1982-es lemondásáig a szervezet elnöke volt.
1959-ben Spanyolországba költözött és tizenkét évig Madridban élt. 1967 októberében Toledóban az 1956-os emlékünnepségen az Alcazar védői és a magyar szabadságharcosok közt vont párhuzamot.
Később az Egyesült Államokba tért vissza. Ezúttal biztosítási ügynök lett, majd sertéstelepet tartott fenn Arizonában.
1956-ot követően először 1990-ben, a rendszerváltás után járt Magyarországon. Már a következő évben végleg hazaköltözött. Budapesti elnöke lett az 1956-os Magyarok Világszövetségének, majd az 56-osok Szövetségének, tiszteletbeli elnöke, majd elnökhelyettese a POFOSZ-nak.
1997 őszén a hazai termőföld védelmében szervezett engedély nélküli tüntetésen a rendőri intézkedés következtében megsérült.
Pongrátz Gergely hozta létre és vezette az 1956-os Pesti Srác Alapítványt. Corvin köz, 1956 címmel könyvet írt a forradalomról. (Ez 1982-ben először Chicagóban jelent meg, 1989-ben a magyar fővárosban, illetve bővített kiadásban 1992-ben még egyszer Budapesten).
Részt vett a Jobbik Magyarországért Mozgalom alapításában.

## Halála, temetése
Szívinfarktus következtében hunyt el, az általa önerőből létrehozott marispusztai (Kiskunmajsa) 56-os Múzeum udvarán. Saját halottjának nyilvánította az 56-os Magyarok Világtanácsa és az 56-os Magyarok Világszövetsége, a Pesti Srác Alapítvány és az 56-os Történelmi Alapítvány. Temetése előtt, 2005. május 28-án a Corvin közben ravatalozták fel. Előtte a Bazilikában búcsúztatták örmény katolikus szertartás szerint.

## Politikai nézetei
Hazatérte után Pongrátz Gergely radikális jobboldali, antikommunista nézeteiről vált ismertté és emiatt számos támadás érte.
Pongrátz nézetei valószínűleg az 1956-os forradalom idején sem voltak lényegesen mások, mint később, a harcok közt folytatott tárgyalásokon elhangzott ismert nézetei azt mutatják, hogy a radikális, megalkuvást nem tűrő ellenállók közé tartozott. Különösen szembeötlő, hogy a Pongrátz-testvérek és környezetük – köztük például Falábú Jancsi (Mesz János) – egy pillanatig sem hittek a kivonulást ígérő szovjeteknek, sőt a velük egyezkedő magyar politikai és katonai vezetéssel szemben is bizalmatlanok voltak. Visszautasítottak minden javaslatot a civil felkelők lefegyverzésére, például Maléterét, aki elküldte volna a Corvin közben harcoló fiatalokat, a pesti srácokat. Nem bíztak a Nagy Imre vezette kormányban sem.
A Jobbik 2012-ben egy érdemkereszt alapításáról döntött, amelyet minden évben annak ítél oda, aki véleménye szerint a maga területén olyan kimagasló teljesítményt nyújtott az összmagyarság ügyében, amely egyedülálló. A díjat Pongrátz Gergely szabadságharcosról nevezték el.

## Emlékezete
- Pongrátz Gergely tér Szankon
- Nevét tér viseli Budapesten, a Nagy Lajos király útja és a Fogarasi út kereszteződésénél. (2011)

## Könyvek
- Corvin köz – 1956; szerzői, Chicago, 1982
- Corvin köz – 1956; 5. átdolg. kiad.; szerzői, Bp., 1992
- Vincze János: Igazságot az 1956-os Corvin köznek!; közrem. Vincze-Tiszay Gabriella; NDP, Bp., 2004
- Die Corvin Passage, 1956 (Corvin köz – 1956); németre ford. Parzer Árpád; '56-os Történelmi Alapítvány, Kiskunmajsa, 2006